# Huhtisaari (ö i Södra Savolax, Pieksämäki)
Huhtisaari är en ö i Finland. Den ligger i sjön Syysjärvi och i kommunen Jockas i den ekonomiska regionen  Pieksämäki ekonomiska region  och landskapet Södra Savolax, i den södra delen av landet, 220 km nordost om huvudstaden Helsingfors. Öns area är 62,7 hektar och dess största längd är 1,7 kilometer i nord-sydlig riktning.